# Toxasteridae
De Toxasteridae zijn een familie van uitgestorven zee-egels (Echinoidea) uit de orde Spatangoida.

## Geslachten
- Aphelaster Lambert, 1920 †
- Heteraster d'Orbigny, 1853 †
- Macraster Roemer, 1888 †
- Miotoxaster Pomel, 1883 †
- Niponaster Lambert, 1920 †
- Pliotoxaster Fourtau, 1908 †
- Pseudowashitaster Tanaka, 1982 †
- Somalechinus Checchia-Rispoli, 1945 †
- Toxaster L. Agassiz, 1840 †
- Washitaster Lambert, 1927 †